# Thannenkirch
Thannenkirch település Franciaországban, Haut-Rhin megyében. Lakosainak száma 457 fő (2022. január 1.). Thannenkirch Ribeauvillé, Bergheim, Rodern és Saint-Hippolyte községekkel határos.

## Népesség
A település népessége az elmúlt években az alábbi módon változott:
| Lakosok száma | 430  | 438  | 457  | 463  | 465  | 464  | 469  | 463  | 457  |
|               | 2013 | 2015 | 2016 | 2017 | 2018 | 2019 | 2020 | 2021 | 2022 |